# Los alienígenas
Los alienígenas es el cuarto álbum de la serie Superlópez, y el primero en ser íntegramente creado por Jan. La aventura está compuesta por ocho historietas cortas: Los invasores, Alucinomanía, ¡Fuera De Combate!, El gran asalto al banco, La noche de los generales, ¡Alerta a la Tierra...!, Busca y captura... y Feliz epílogo.

## Creación

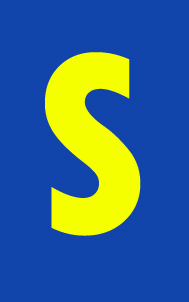
Letra S similar a la usada por Superlópez a partir de Los alienígenas.

Efepé se había retrasado en la entrega de sus guiones por lo que Jan decidió ejercer también como guionista además de como dibujante. Con el personaje ya definido en los números anteriores, sucedía que a Jan no le interesaba en especial la crítica continuada de superhéroes, «ya que en realidad eso equivalía a hacer otra más», y prefería trabajar con sus propias ideas, más enfocadas al mundo real que le rodeaba que a las coordenadas típicas de estos. Aprovechando la popularidad que la ciencia ficción sobre extraterrestres despertaba en la época, con películas como La invasión de los ultracuerpos, La cosa de John Carpenter, o Alien, el octavo pasajero, Jan  parodia este tema al tiempo que comienza a utilizar muchos de los elementos que caracterizarían posteriormente a la serie. Superlópez recuperó así el papel protagonista que había perdido en El supergrupo y ¡Todos contra uno, uno contra todos!.
En Los alienígenas también se produjo un cambio sustancial en la estética del personaje, debido a su condición inicial de parodia: el traje de Superlópez se asemejaba al de Superman, de tal forma que el anagrama del original ocasionó problemas entre DC Comics y Bruguera. La editorial estadounidense, que distribuía Superman en España también a través de Bruguera, alegó ante la posibilidad de perder ventas que Superlópez se trataba de un plagio y, aunque no hubo problemas legales, DC Comics ejerció presiones que impidieron publicar el personaje en otros países como Francia o Bélgica, así como también presionó a Bruguera para que dejara de utilizar al Supergrupo. El asunto del logo le causaba sin embargo indiferencia a Jan y, tras alcanzar un compromiso entre las editoriales, la S se modificó finalmente por otra con un trazo mucho más simple (aunque el autor afirma que no lo hizo porque fuera más fácil y rápida de dibujar),

## Trayectoria editorial
En Alemania, donde el personaje recibió el nombre de Super-Meier, la editorial Condor Verlag publicó en 1983 los últimos capítulos de esta aventura en su quinto número, utilizando la portada del álbum El señor de los chupetes, mientras que la portada de este álbum fue utilizada en el cuarto número y los primeros capítulos en el cuarto.